# Tina Bilsbo
Tina Hjortshøj Bilsbo (født 5. juni 1972) er en dansk tv-vært og forfatter.
Tina Bilsbo blev student fra Christianshavns Gymnasium, og har lavet tv og radio siden 1990. Hun var vært på musikprogrammet Puls på TV 2. Hun var vært på P3-programmet Strax indtil 2001, hvor hun blev vært på Go' Morgen Danmark på TV 2. I 2003, blev hun ansat for Metronome Productions, og arbejdede som producer på TV3s livstilsprogram Mokka og var vært på boligprogrammet " Åbent hus". I 2004 var hun vært på TV 2s realityprogram Huset og i 2005 for Min Restaurant på samme kanal. I februar 2006 blev hun vært på TV 2 Radio, men sagde op i 2007. I 2008 udgav hun bogen Dagbog fra en sofazombie. Tina Bilsbo har også spillet med i flere afsnit af tv-serien Klovn på TV 2 Zulu. I 2010 var hun projektleder og producent Douglas Entertainment, blandt andet for TV 2 programmet Live fra Bremen. Hun blev ansat på DR i 2012 som fast værtstræner for TV- og radioværter. Hun er uddannet stemmetræner,life, business og mastercoach. Bilsbo er i dag indehaver af firmaet Be by Bilsbo, hvor hun værtstræner, medietræner, er broadcast-konsulent og underviser.
Tina Bilsbo var tidligere gift med skuespiller Lars Hjortshøj, som hun har to børn med.